# Bolitoglossa kamuk
Bolitoglossa kamuk é uma espécie de anfíbio caudado da família Plethodontidae. Está presente na Costa Rica. A UICN classificou-a como deficiente de dados.